# Borna
Borna é um município da Alemanha, situado no distrito de Leipzig, no estado da Saxônia. Tem 62,35 km² de área, e sua população em 2019 foi estimada em 19.118 habitantes.